# Halowe Mistrzostwa Europy w Lekkoatletyce 1985 – trójskok mężczyzn
Trójskok mężczyzn – jedna z konkurencji technicznych rozgrywanych podczas halowych lekkoatletycznych mistrzostw Europy w hali Stadion Pokoju i Przyjaźni w Pireusie. Rozegrano od razu finał 2 marca 1985. Zwyciężył reprezentant Bułgarii Christo Markow. Tytułu zdobytego na poprzednich mistrzostwach nie bronił Hryhorij Jemeć ze Związku Radzieckiego.

## Rezultaty

### Finał
Wystąpiło 15 skoczków.

Opracowano na podstawie materiału źródłowego.
| Miejsce | Zawodnik               | Wynik | Uwagi |
| ------- | ---------------------- | ----- | ----- |
| 1       | Christo Markow         | 17,29 |       |
| 2       | Ján Čado               | 17,23 | NR    |
| 3       | Volker Mai             | 17,14 | EJR   |
| 4       | Ralf Jaros             | 16,78 |       |
| 5       | Hienadzij Walukiewicz  | 16,75 |       |
| 6       | Dario Badinelli        | 16,42 |       |
| 7       | Didier Falise          | 16,34 |       |
| 8       | Pierre Camara          | 16,07 |       |
| 9       | Serge Hélan            | 15,98 |       |
| 10      | Marios Chadziandreu    | 15,83 |       |
| 11      | Arne Holm              | 15,78 |       |
| 12      | Tord Henriksson        | 15,62 |       |
| 13      | José Leitão            | 15,55 |       |
| 14      | Alfred Stummer         | 15,32 |       |
| –       | Juan Ambrosio González | NM    |       |